# 桂平梧鬱道
桂平梧鬱道，清朝设置的道，属于广西省。
康熙八年（1669年）设盐驿巡道，驻梧州府，康熙十七年（1678年）改为分守苍梧道。康熙二十一年（1682年）裁撤。康熙二十二年（1683年）再设分守苍梧道（桂平梧道），驻桂林府，下辖桂林府、平乐府、梧州府。雍正三年（1725年），增郁林州，为桂平梧鬱道。雍正四年（1726年），兼理通省驿盐事务，按察使司副使衔。乾隆二十三年（1758年），加水利衔。
光绪十八年（1892年），郁林州归左江道，称分守桂平梧盐法道兼水利。光绪三十年（1904年），兼管梧州关事务，改驻梧州府。宣统三年（1911年），裁撤盐法事务，称分守桂平梧道。下辖桂林府、平乐府、梧州府。民国改为漓江道。